# Bythograea laubieri
Espèce
Bythograea laubieri est une espèce de crabes hydrothermaux de la famille de Bythograeidae. 

## Répartition
Bythograea laubieri se rencontre dans l'océan Pacifique au large de l’Amérique du Sud. Les spécimens capturés pour l'étude l'ont été à une profondeur d'environ 2 600 m.

## Description
Les adultes Bythograea laubieri ont une pilosité pratiquement inexistante à l’exception des pièces buccales, du bord préhensible des doigts et de la main qui sont munies de soies. Les mâles sont plus gros que les femelles, mesurant en moyenne 19 par 33 mm contre 14 par 24 mm pour les femelles. Le spécimen le plus gros capturé mesurait 42,6 mm.
Les spécimens conservés dans le formol, ont une coloration variant du peu violacé au très violacé. Des  dégradés de couleurs s'observent sur les chélipèdes et la  main et ceci quel que soit le sexe.
Cette espèce ressemble à Bythograea thermydron mais s'en différencie par sa taille plus petite (Bythograea thermydron pouvant atteindre 70 mm), par ailleurs son œil est cylindrique contrairement à celui de Bythograea thermydron qui est évasé.

## Mode de vie
La densité moyenne de ces crabes varie de cinq à huit individus par mètre carré.

## Étymologie
Son épithète spécifique, laubieri, lui a été donnée en l'honneur de Lucien Laubier (1936-2008), biologiste et océanographe français, pour son action envers la diffusion des connaissances des écosystèmes hydrothermaux.

## Publication originale
- Danièle Guinot et Michel Segonzac, « Description d'un crabe hydrothermal nouveau du genre Bythograea (Crustacea Decapoda Brachyura) et remarques sur les Bythograeidae de la dorsale du Pacifique oriental », Zoosystema, Paris, Muséum national d'histoire naturelle, vol. 19, no 1,‎ 1997, p. 121-149 (ISSN 1280-9551 et 1638-9387, OCLC 263656142, BNF 34546864, lire en ligne).